# Carbine Fortress 82

US-Kampfpanzer bei der Gewässerüberquerung während der Übung Carbine Fortress 82

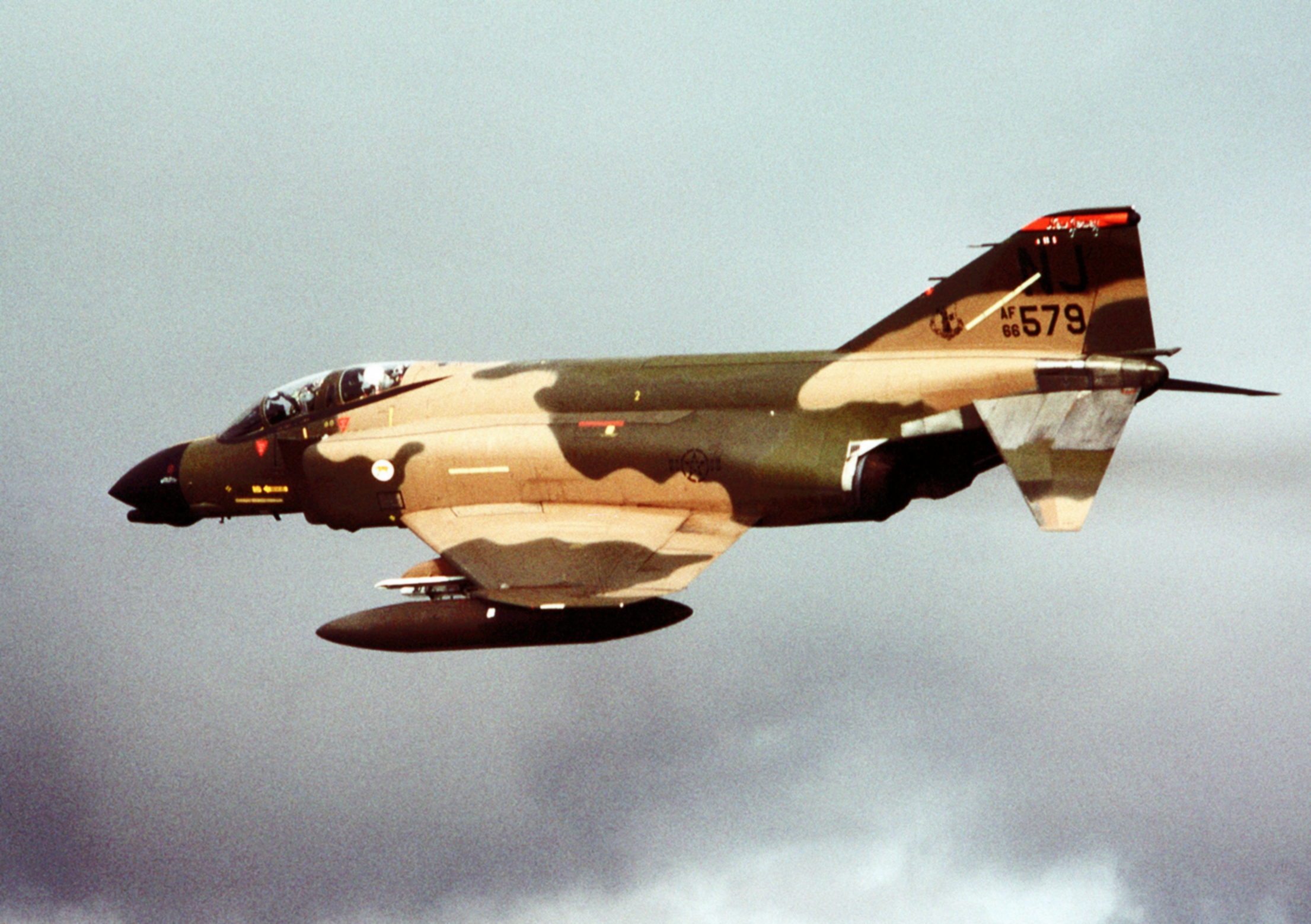
Luftunterstützung durch Phantom-Kampfflugzeug während der Übung Carbine Fortress 82

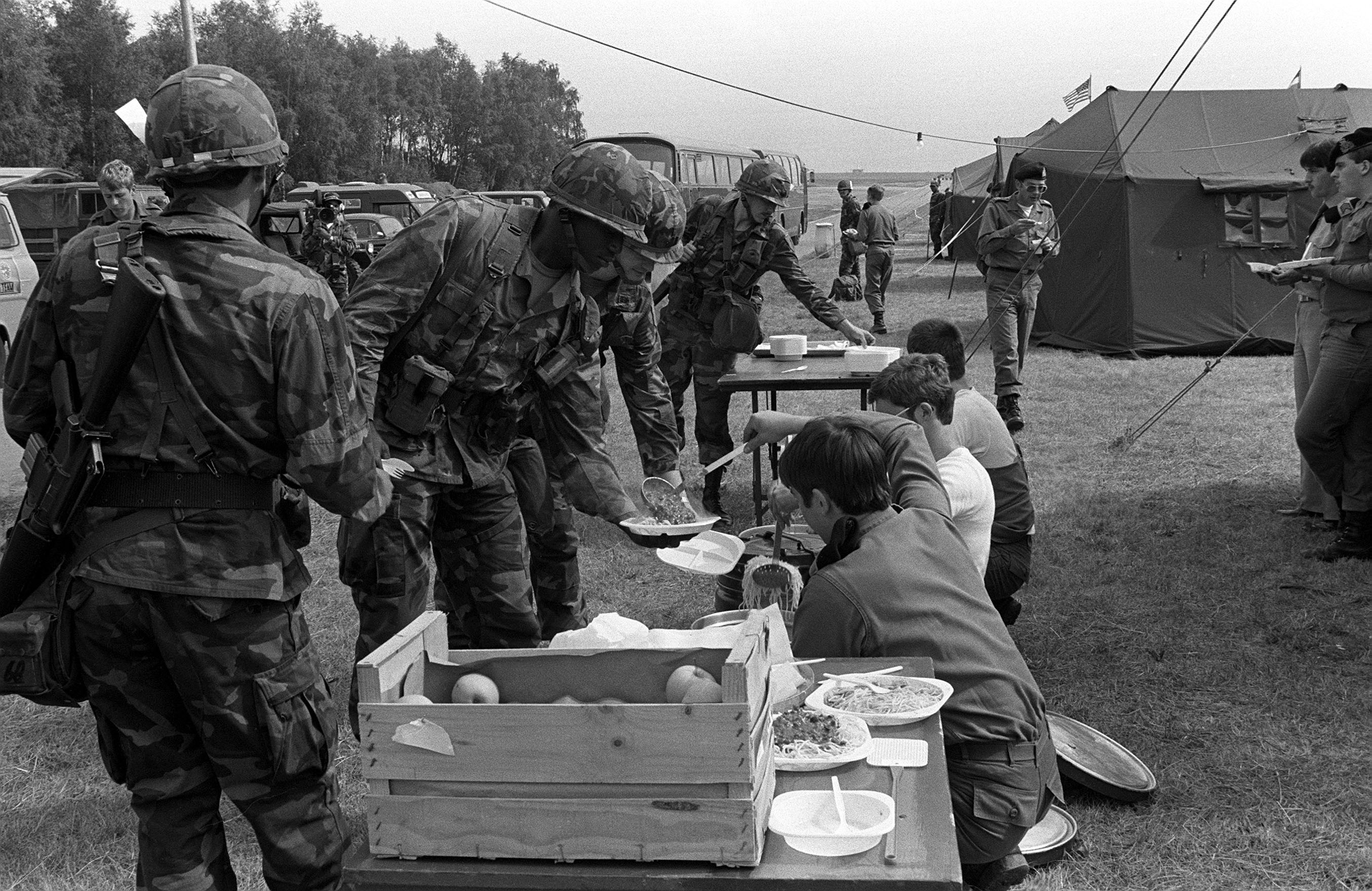
1st Battalion, 28th Infantry Division bei der Verpflegung in Luxemburg während REFORGER 82

Carbine Fortress 82 (en. „Karabiner Festung“) war ein US-amerikanisches-deutsches REFORGER-FTX Manöver in Süddeutschland im Herbst 1982. Carbine Fortress 82 war die bis dato größte REFORGER-Maßnahme der NATO.

## Truppengliederung
Übungsleitung hatte das VII. US-Korps mit der übergeordneten Heeresgruppe CENTAG als Ausrichter.
Die Übungstruppe BLAU setzte sich wie folgt zusammen:
- VII US-Korps
- 3rd US-Infantry Division, Würzburg
- 12. Panzerdivision, Veitshöchheim
  - Feldartilleriebataillon 121
  - Pionierbataillon 12
  - Panzerbrigade 34, Koblenz
  - Panzerbrigade 35, Hammelburg
  - Panzergrenadierbataillon 351, Hammelburg
  - Panzerbataillon 354 (M48 A2GA2 – 105mm)
  - Panzerpionierkompanie 350
  - Panzerbrigade 36
  - Jägerbataillon 552 (verstärkt durch eine Kompanie des Panzerbataillon 553), auf dem Bahnhof in Eppingen verladen
- V. US-Korps
- Teile der 8th US-Infantry Division
  - 44. NL-Artillerie Bataillon, „Afdeling Veldartillerie“
  - Teile der Heimatschutzbrigade 55
- 4th US-Infantry Division
  - 4th US-Brigade, Wiesbaden (seit 1976 bis zur Außerdienststellung 1984 wurde die 4th Brigade der Division dauerhaft in Wiesbaden stationiert, Brigade 76[3])

Zu BLAU gehörten folgende nachgeführten REFORGER-Verbände:
- 16th US-Signal Battalion/3rd US-Signal Brigade, Fort Bliss, Texas
- HQ 1st US-Infantry Division (Mech), Fort Riley, Kansas
- Teile 75th US-Field Artillery Brigade
- 20th Engineer Battalion, Fort Hood, Texas
- Engineer Unit (Army National Guard – ARNG, Wisconsin)
- 30th Combat Support and Service Support Units (USNG)
- 39th Combat Support Units (USAR)

ORANGE gliederte sich wie folgt:
- 1st US-Armored Division „Old Ironsides“, Ansbach
  - 210th Field Artillery Brigade
  - 4th CA-Mechanized Brigade Group (CMBG), Lahr
  - 2. Carabiniers Cyclistes (Belgien)
  - 1. leichtes Infanteriebataillon (Luxemburg)

Zu ORANGE gehörten außerdem noch folgende nachgeführten REFORGER-Verbände:
Headquarters des III. US-Korps, Fort Hood, Texas
- 2nd US-Armored Division, Fort Hood, Texas
  - 3rd Armored Cavalry Regiment. Fort Bliss, Texas

Auf beiden Seiten übten die 82nd US-Airborne Division aus Fort Bragg, North Carolina (Übersee-Luftverladung über die Pope Air Force Base/NC) mit der 3rd US-Brigade „Golden Brigade“ und dem 504th US-Infantry Battalion.

## Auftrag
Der Ballungsraum war das Gebiet um Würzburg, Bad Mergentheim, Kitzingen, Scheinfeld, Bad Windsheim, Uffenheim, Schrozberg, Wertheim, Gerolzhofen, Volkach, Tauberbischofsheim, Ochsenfurt, den Steigerwald, die Haßberge, entlang der Bundesstraße B22, Ebrach, Untersteinbach, Abtswind, Oberkessbach und Hardheim.

## Umfang
Carbine Fortress 82/REFORGER 82 fand vom 13. September bis 20. Oktober 1982 im Raum Neustadt an der Aisch, Bamberg, Rothenburg ob der Tauber, Heidenheim, Schweinfurt, Ebern, Crailsheim, Heidelberg, Aschaffenburg und Fulda. An der Übung waren 72.500 Soldaten, 16.500 Rad- und 5.500 Kettenfahrzeuge beteiligt. Des Weiteren wurden 92 Kampfflugzeuge und 550 Militärhubschrauber eingesetzt. Während Carbine Fortress 82 übten US-amerikanische, deutsche Bundeswehrtruppen, kanadische, belgische, luxemburgische und niederländische Streitkräfte.
Carbine Fortress 82/REFORGER 82 zerfiel in folgende Phasen:
- Übungsbeginn am 13. September 1982
- Übungsende am 23. September 1982
- Aufmarsch vom 9. bis 12. September 1982
- Angriff vom 13. bis 15. September 1982
- Gegenangriff BLAU vom 16. bis 17. September 1982
- Offensive BLAU vom 20. bis 23. September 1982
- Rückmarsch vom 24. bis 26. September 1982
- Rückmarsch REFORGER-Truppen in die Heimatgarnisonen der USA bis 20. Oktober 82

## Eingesetztes Gerät
Zu dem eingesetzten Großgerät gehörten unter anderem: M60 A3-Kampfpanzer, M1 Abrams, M113 gepanzerte Mannschaftstransportwagen, M88 A1-Bergepanzer, M60 AVLB, M728 CEV-Pionierpanzer, M109 A2-Panzerhaubitzen, OH–58-Kiowa-Kampfhubschrauber und CH–47-Chinook-Transporthubschrauber.

## Ablauf
Schwerpunkt von Carbine Fortress 82 war der Raum Unter- und Mittelfranken. Das Manöver, bei der erstmals auch nachts und am Wochenende geübt wurde, begann in der ersten Woche westwärts von Würzburg mit einem Brückenschlag mittels einer Ribbon-Bridge über den Main bei Mondfeld/Wertheim. Ein weiterer Brückenkopf erfolgte am 22. und 23. September 1982 durch die 502nd US-Engineer Company für die 12. Panzerdivision für BLAULAND bei Eltmann über den Main. Danach verlagerten sich die Kämpfe in den Raum Bad Mergentheim.
Ab dem 16. September 1982 wurde der Angriff rasch in den Raum Uffenheim verlagert, bis ostwärts von Würzburg in den Steigerwald ein Gegenangriff begann. Wegen der langen Trockenheit und der Panzerbewegungen gab es starke Beeinträchtigungen durch Staubentwicklung.
Luftlandungen erfolgten am 13. September für ORANGE bei Gelchsheim und Oberscheckenbach durch 1.200 Mann der 82. US-Airborne Division aus North Carolina. Später am 20. September nahm BLAULAND eine Luftlandung, ebenfalls durch die 82. US-Airborne Division bei Ochsenfurt. Unterstützt wurde Carbine Fortress 82 durch die NATO-Luftwaffenübung „Cold Fire 82“. Kurioserweise gelangte ein luftgelandeter Jeep in einem Becken der Kläranlage Gelchsheim.
Höhepunkt von Carbine Fortress 82 war eine Luftlandung von 1.200 Fallschirmjägern der 82nd US-Airborne Division in der Absprungszone bei Gelchsheim, Röttingen und Aub.

## Neuerungen
Der Kampfpanzer M1 Abrams (eingesetzt vom 64th Armoured Regiment/3. US-Infanteriedivision) und der UH–60 Blackhawk Transporthubschrauber, hatten während Carbine Fortress 82 ihren erstmaligen Feldeinsatz. Der bayrische Ministerpräsident Franz Josef Strauß hatte die Möglichkeit, als hochrangiger Manöverbeobachter bei einem Besuch der amerikanischen Truppen in einem M1 Abrams mitzufahren.

## Medien
- Die großen Übungen der Bundeswehr 2. DVD. Breucom-Medien, 2011, ISBN 978-3-940433-33-6.
- Walter Böhm, Wolfgang Igert und Diego Ruiz Palmer: CARBINE FORTRESS 82. Tankograd American Special" No 3032. Tankograd Publishing. 2018.
- 1982 1er Guides: FTX „Reforger Carbine Fortress“ Northern Bavaria 1
- 1982 1er Guides: FTX „Reforger Carbine Fortress“ Northern Bavaria 2